# Río Cofre
 (octobre 2013).
Le río Cofre est une rivière de Colombie et un affluent du río Palacé donc un sous-affluent du Río Magdalena par le río Cauca.

## Géographie
Le río Cofre prend sa source dans la cordillère Centrale, dans le département de Cauca, au niveau de la municipalité de Totoró. Il coule ensuite vers l'ouest avant de rejoindre le río Palacé au nord de Popayán.